# واشینگتن، ساسکس غربی
واشینگتن (به انگلیسی: Washington) یک روستا و محله مدنی در بریتانیا است که در Horsham District واقع شده‌است. واشینگتن ۱۲٫۷۶ کیلومتر مربع مساحت و ۱٬۹۳۰ نفر جمعیت دارد.